# Реут (Кормянский район)
Реут (бел. Рэвут) — деревня в Барсуковском сельсовете Кормянского района Гомельской области Белоруссии.

## География

### Расположение
В 7 км на запад от Кормы, в 62 км от железнодорожной станции Рогачёв (на линии Могилёв — Жлобин), в 117 км от Гомеля.

## Транспортная сеть
Транспортные связи по просёлочной, затем автомобильной дороге Корма — Ямное. Планировка состоит из разделённой ручьём улицы, ориентированной с юго-востока на северо-запад. Застройка двусторонняя, неплотная, деревянная, усадебного типа.

## История
Согласно письменным источникам известна с XIX века как деревня в Кормянской волости Рогачёвского уезда Могилёвской губернии. Хозяин одноимённого фольварка владел здесь в 1870 году 155 десятинами земли, полученные им по наследству. В 1880-е годы действовал хлебозапасный магазин. Согласно переписи 1897 года в деревне Реут (она же Новосёлки) работали хлебозапасный магазин, ветряная мельница. В 1909 году 797 десятин земли. В 1930 году организован колхоз «Красный сормовец», работали ветряная мельница и кузница. Согласно переписи 1959 года в составе совхоза имени М. М. Володарского (центр — деревня Барсуки).

## Население

### Численность
- 2004 год — 17 хозяйств, 33 жителя.

### Динамика
- 1897 год — 71 двор, 415 жителей (согласно переписи).
- 1909 год — 443 жителя.
- 1959 год — 198 жителей (согласно переписи).
- 2004 год — 17 хозяйств, 33 жителя.